# Великая стена BOSS
Великая стена BOSS — галактическая стена, обнаруженная в начале 2016 года. Одна из крупнейших суперструктур в наблюдаемой Вселенной, превышающая массу Млечного Пути примерно в 10 000 раз. Стена, размером примерно в миллиард световых лет, содержит 830 видимых галактик, не считая теоретически возможных тёмных. Плотность Стены в 5 раз превышает стандартную космологическую плотность Вселенной. Красное смещение составляет примерно 0.47 от длины Хаббла (≈ 6.8 млрд световых лет). Стена обнаружена с помощью Спектроскопического обзора барионных осцилляций Слоановского цифрового небесного обзора.